# Mia Murray-Lindgren
Marie-Louise "Mia" Margareta Murray Lindgren, född 13 augusti 1948 Enskede församling, Stockholms stad, död 30 augusti 2018 i Lidingö distrikt, Stockholms län, var en svensk modeskapare och designer. 1991 tilldelades hon priset Guldknappen av tidskriften Damernas värld.
Guldknappenjuryns motivering detta år lydde: ”På ett suveränt sätt förenar Mia Lindgren – Mio Maria Leone – det sportiga med det kvinnliga i sin kollektion. Därför får hon Damernas Världs Guldknapp 1991. Mia Murray-Lindgren gör kläder för kvinnor i alla tänkbara situationer.” 
Murray-Lindgren var mor till skådespelaren Michael Lindgren, och faster till Douglas Murray. Hon är begravd på Lidingö kyrkogård.